# Campeonato Panamericano de Judo de 1972
El VIII Campeonato Panamericano de Judo se celebró en Buenos Aires (Argentina) entre el 12 y el 14 de mayo de 1972 bajo la organización de la Unión Panamericana de Judo.
En total se disputaron seis pruebas diferentes, todas ellas en la categoría masculina.

## Resultados

### Masculino
| Evento            | Oro                      | Plata                     | Bronce                       |
| ----------------- | ------------------------ | ------------------------- | ---------------------------- |
| –63 kg            | Juan Maeto Argentina     | Anelson Guerra · Brasil   | José Luis Naccaro Argentina  |
| –70 kg            | Hipólito Elías Argentina | E. Leandro · Brasil       | J. Valentini Argentina       |
| –80 kg            | Lhofei Shiozawa · Brasil | Antonio Gallina Argentina | Ricardo Castagnino Argentina |
| –93 kg            | Chiaki Ishii · Brasil    | Jorge Portelli Argentina  | J. Curi · Brasil             |
| +93 kg            | W.O. de Abreu · Brasil   | A. Giovanetti · Brasil    | Julio Abraham Argentina      |
| Categoría abierta | Chiaki Ishii · Brasil    | Lhofei Shiozawa · Brasil  | Antonio Gallina Argentina    |

## Medallero
| Núm. | País      | Oro | Plata | Bronce | Total |
| ---- | --------- | --- | ----- | ------ | ----- |
| 1    | Brasil    | 4   | 4     | 1      | 9     |
| 2    | Argentina | 2   | 2     | 5      | 9     |
|      | TOTAL     | 6   | 6     | 6      | 18    |